# Johnny Walker (pisarz)
Johnny Walker, właśc. Tadeusz Kuzebski (ur. 1958) – polski pisarz, autor fantastyki i prawnik. Autor powieści fantastycznych oraz przygodowych, a także opowiadań sensacyjnych. W niektórych jego powieściach wprowadzone są elementy horroru. 

## Życiorys
Ukończył studia wyższe prawnicze na Uniwersytecie Wrocławskim w latach 1977–1981. Obecnie wykonuje zawód prawniczy. Od 2012 r. jest mocno związany z polskim fandomem fantastycznym. Jest członkiem Opolskiego Klubu Fantastyki Fenix oraz stowarzyszenia OKF Fenix, gdzie sprawuje funkcję przewodniczącego Komisji Rewizyjnej. Brał udział jako prelegent w wielu konwentach – takich jak Pyrkon, Opolcon, Medalikon, Niucon, B.A.K.A., Krakon, Goblikon oraz w mniejszych wydarzeniach, jak Opolskie Spotkania Fantastyczne.
Swój debiut pisarski rozpoczął w roku 2011 wraz z wydaniem serii powieści Survival War, nawiązujący do ówcześnie modnej tematyki apokalipsy zombie, która w jego powieści jest utrzymana w konwencji political fiction, opartej o teorie zawarte w książkach Maxa Brooksa. Oprócz powieści jest także autorem opowiadań m.in. Koledzy (2012r.) i Nocny łów (2011r.). W 2012 roku rozpoczął pracę nad cyklem Oblicza Bestii, stanowiącą spojrzenie na alternatywną historię świata, w którym wampiry współistnieją z ludźmi.

## Twórczość

### Powieści
Cykl Survival Wars
- Błękitne Strefy tom. 1, Radwan, Tolkmicko 2012.
- Błękitne Strefy tom. 2, Radwan, Tolkmicko 2012.
- Błękitne Strefy tom. 3, Radwan, Tolkmicko 2012.

Cykl Lud Moroi
- Czarny Rycerz (książka wydana pierwotnie pod tytułem Oblicza Besti. Cień Zawiszy)
  - I wydanie: Studio IMPRESO, Opole 2013
  - II wydanie: Książkożerca, Źlinice 2014
  - II wydanie: TRC Radosław Zieliński, 2018
- Czerwona Woda, TRC Radosław Zieliński, 2018
- Sarmaci, TRC Radosław Zieliński, 2018

### Opowiadania
- Opowiadanie „Koledzy”, Studio IMPRESO, Opole 2012
- Opowiadanie „Nocny Łów”, Legimi, Opole 2012